# 近江大橋
近江大橋（日语：／）是日本滋賀縣的一座跨越琵琶湖的公路桥梁，连接大津市丸之内町和草津市新浜町，有新旧两座，旧橋1974年9月通车，双向两车道，新橋建成后改为东向行驶，新橋1985年3月通车，西向行驶。本桥为近江大橋收费道路（近江大橋有料道路）的一部分，2013年12月26日免费开放。